# Torre de observación de Petřín

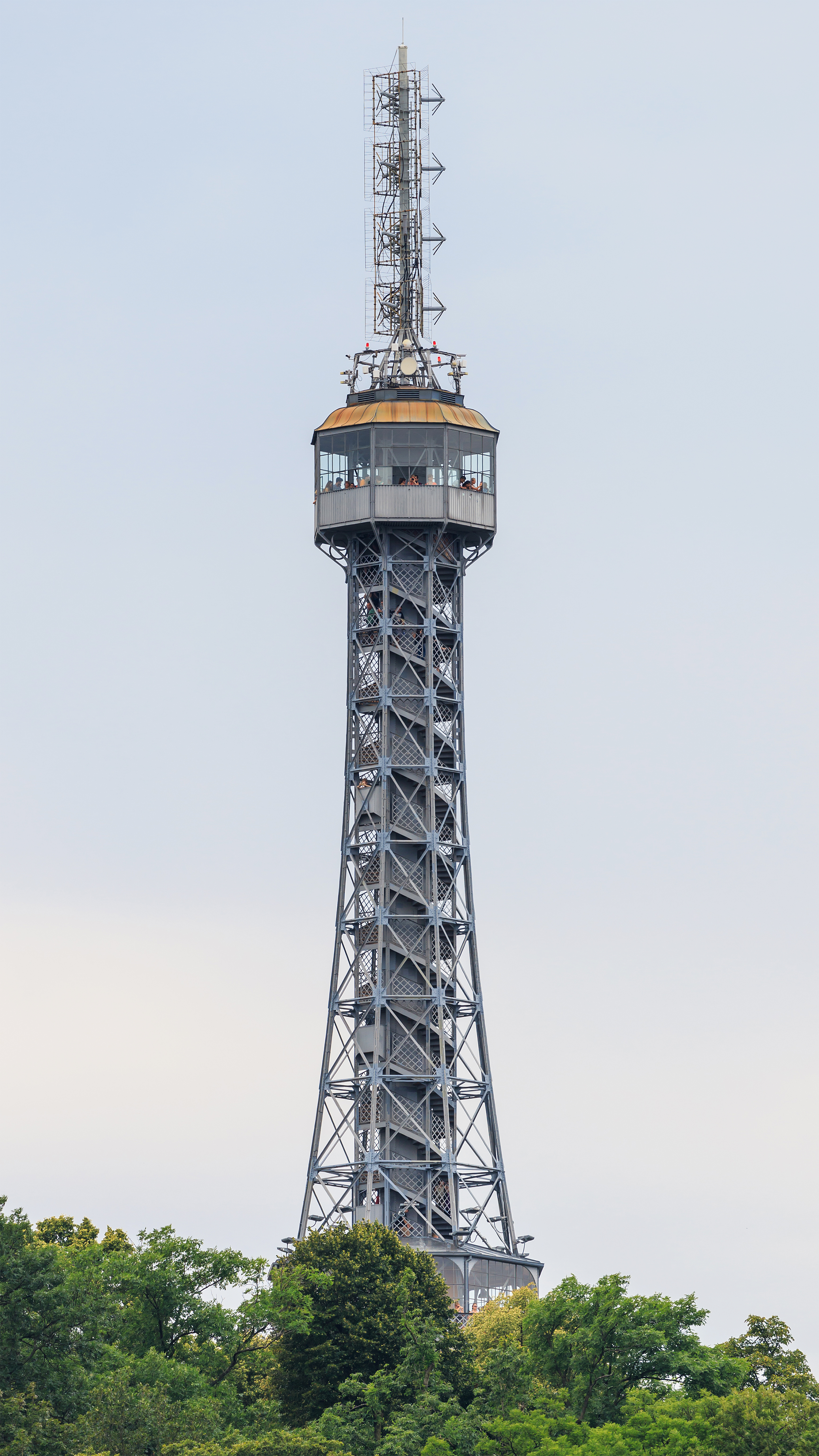
Torre de Observación Petřín

La Torre de Observación de Petřín (en checo: Petřínská rozhledna) es una torre de observación realizada con una estructura reticulada metálica de 63,50 metros de altura localizada en Praga, con un parecido muy importante a la Torre Eiffel, a pesar de ser mucho más baja. Se encuentra sobre una colina de relativa importancia, por lo que culmina a una altura similar a la de la Torre Eiffel. La torre fue construida en 1891 para la Exposición del Jubileo Nacional de Praga (una suerte de exposición internacional) y fue utilizada como torre de observación, así como también como torre de radiotransmisión. Hoy la torre es una atracción turística de la ciudad, ya que si el día es claro, brinda una excelente vista panorámica de Praga y permite divisar el monte Říp, el macizo Central checo y las montañas de los Gigantes.  
Los horarios en que esta atracción permanece abierta van desde las 10:00 a las 22:00 todos los días entre abril y septiembre, de 10:00 a 20:00 en marzo y octubre, y el resto del año de 10:00 a 18:00. En el nivel superior hay una tienda de regalos, un laberinto de espejos y una pequeña cafetería, mientras que en el nivel inferior hay un museo dedicado a Jára Cimrman.

## La torre de Petřín frente a la torre Eiffel
La torre de Petřín se describe a menudo como una versión en pequeño de la torre Eiffel. Sin embargo, la Petřín tiene una sección octogonal y no una sección transversal cuadrada sobre su altura entera como la torre Eiffel. Su diseño se asemeja más al de la torre de observación de Götzingerhöhe, cerca de Neustadt in Sachsen. Sin embargo, en contraste con ambas torres el área entera bajo sus soportes se cubre con el vestíbulo de entrada y acceso. Una semejanza entre ambas torres es el diseño de las vigas cruzadas más bajas de la forma de arcos redondos.

## Galería de imágenes

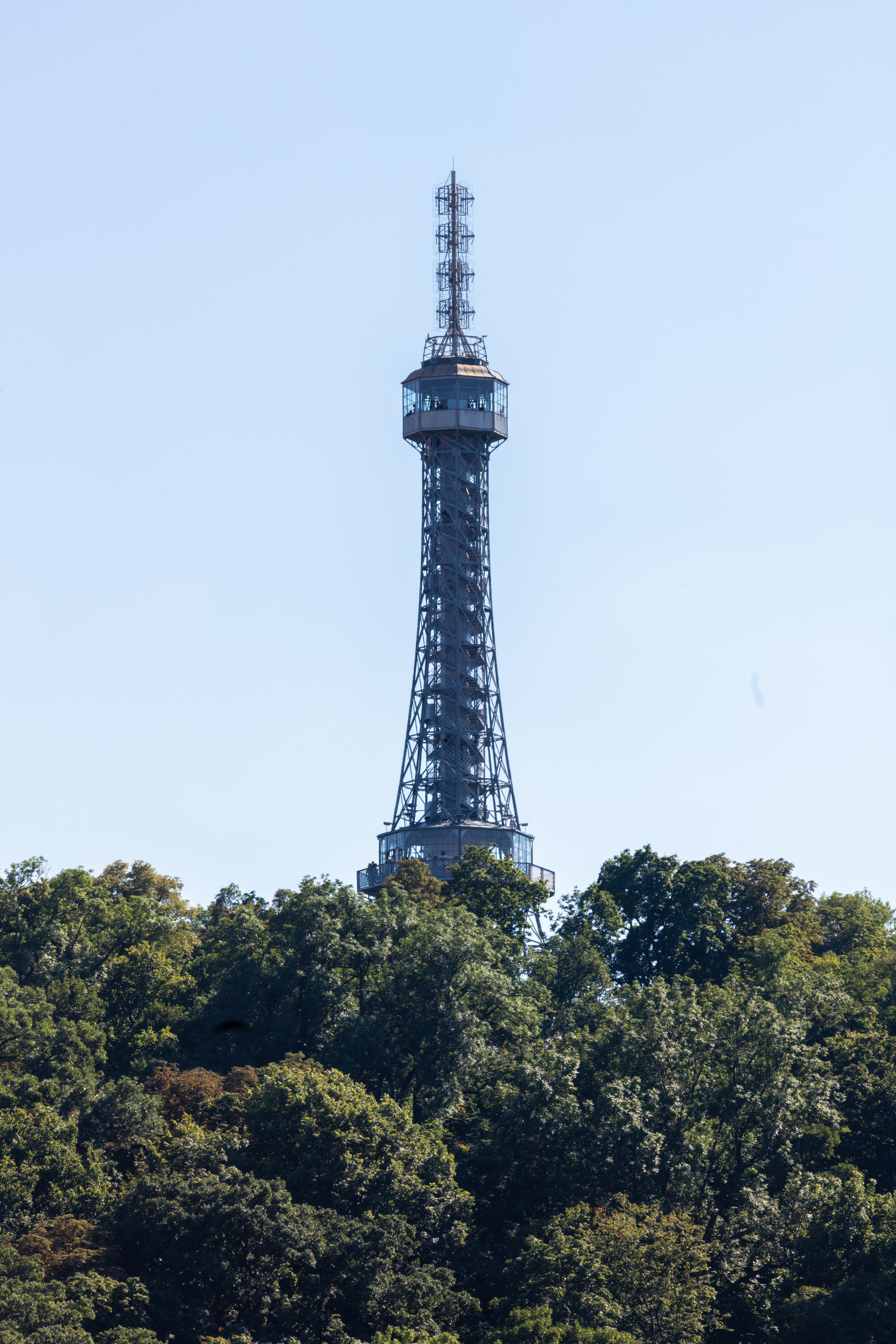
Vista lejana.
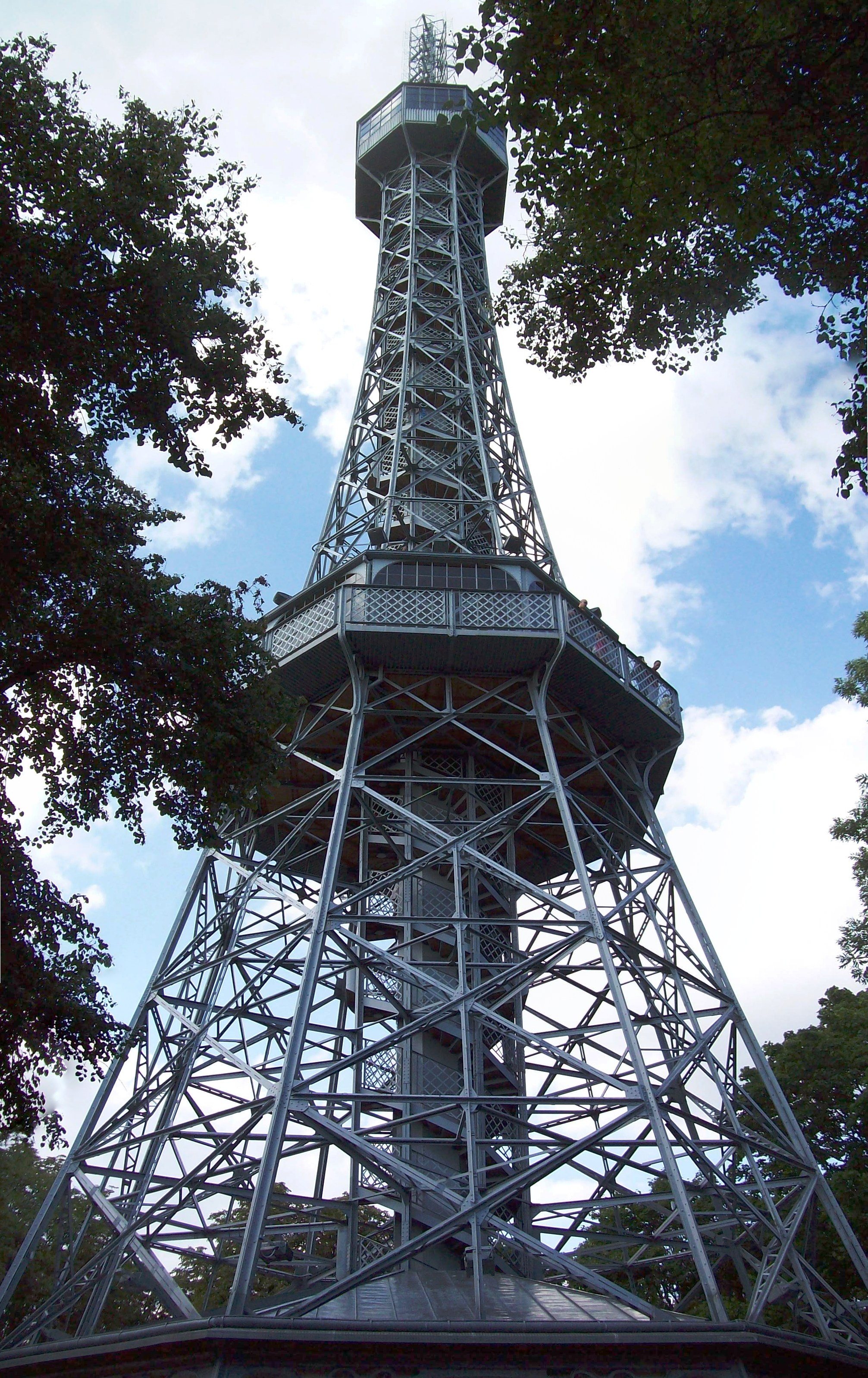
La torre de Petřín vista desde la base.
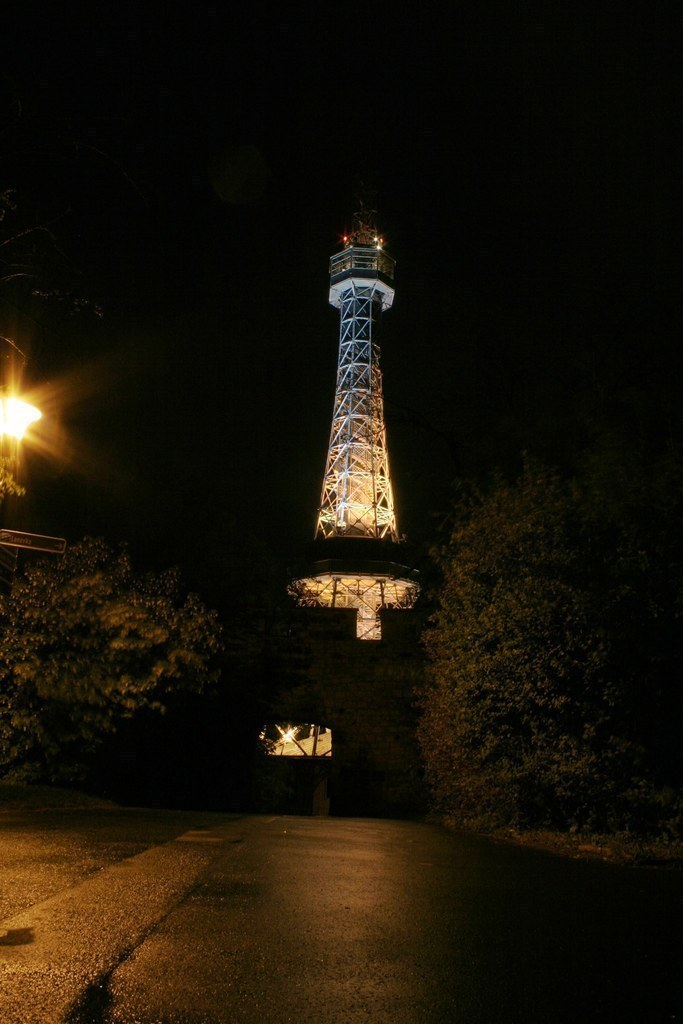
La torre de Petřín con su iluminación nocturna.